# Premi al millor esportista espanyol de l'any de Mundo Deportivo
El premi al millor esportista espanyol de l'any de Mundo Deportivo és una distinció que atorga anualment el diari Mundo Deportivo de Barcelona, on s'escull al millor esportista espanyol de l'any per votació d'un jurat.

## La Gala Mundo Deportivo
La primera edició del premi se celebrà l'any 1948 en categoria masculina. L'any 1962 s'atorgà per primer cop el premi en categoria femenina.
El premi s'entrega habitualment a començaments de l'any següent en l'anomenada Gran Gala de Mundo Deportivo, que reuneix gran nombre de convidats del món de l'esport, la política, l'empresa i l'espectacle. La 68a edició, que escollí els millors esportistes de l'any 2015, se celebrà coincidint amb el 110è aniversari del diari, al Palau de Congressos de Catalunya, de Barcelona, el dia 1 de febrer de 2016.
A més dels dos premis principals, s'atorguen altres premis, per designació. En l'edició de 2015 els premis foren:
- Millor esportista masculí de l'any
- Millor esportista femenina de l'any
- Trofeu a la trajectòria
- Trofeu a l'excel·lència esportiva
- Trofeu a la capacitat de lideratge
- Trofeu a la gesta humana esportiva
- Trofeu especial
- Trofeu a l'esforç col·lectiu
- Trofeu al millor entrenador
- Trofeu a l'esportista internacional
- Trofeu a la formació esportiva
- Trofeu extraordinari

## Historial
La llista de guanyadors és la següent:
| Edició | Any  | Millor esportista masculí      | Esport        | Millor esportista femenina  | Esport                | refs        |
| ------ | ---- | ------------------------------ | ------------- | --------------------------- | --------------------- | ----------- |
| 1a     | 1948 | Constantino Miranda            | Atletisme     | N/D                         | N/D                   |             |
| 2a     | 1949 | Luis Romero                    | Boxa          | N/D                         | N/D                   |             |
| 3a     | 1950 | Estanislau Basora              | Futbol        | N/D                         | N/D                   |             |
| 4a     | 1951 | Bernardo Ruiz                  | Ciclisme      | N/D                         | N/D                   |             |
| 5a     | 1952 | Jordi Granados                 | Natació       | N/D                         | N/D                   |             |
| 6a     | 1953 | Francisco Goyoaga              | Hípica        | N/D                         | N/D                   |             |
| 7a     | 1954 | Federico Martín Bahamontes     | Ciclisme      | N/D                         | N/D                   |             |
| 8a     | 1955 | Guillem Timoner                | Ciclisme      | N/D                         | N/D                   |             |
| 9a     | 1956 | Joaquim Blume                  | Gimnàstica    | N/D                         | N/D                   |             |
| 10a    | 1957 | Joaquim Blume (2)              | Gimnàstica    | N/D                         | N/D                   |             |
| 11a    | 1958 | Tomàs Barris                   | Atletisme     | N/D                         | N/D                   |             |
| 12a    | 1959 | Federico Martín Bahamontes (2) | Ciclisme      | N/D                         | N/D                   |             |
| 13a    | 1960 | Eduard Dualde                  | Hoquei herba  | N/D                         | N/D                   |             |
| 14a    | 1961 | Manuel Santana                 | Tennis        | N/D                         | N/D                   |             |
| 15a    | 1962 | Miquel Torres                  | Natació       | Isabel Castañé              | Natació               |             |
| 16a    | 1963 | Luis Felipe Areta              | Atletisme     | Maria Ballesté              | Natació               |             |
| 17a    | 1964 | Guillem Timoner (2)            | Ciclisme      | Isabel Castañé (2)          | Natació               |             |
| 18a    | 1965 | Manuel Santana (2)             | Tennis        | Pepita Cuevas               | Patinatge             |             |
| 19a    | 1966 | Manuel Santana (3)             | Tennis        | Mari Pau Corominas          | Natació               |             |
| 20a    | 1967 | Pedro Carrasco                 | Boxa          | Pepita Cuevas (2)           | Patinatge             |             |
| 21a    | 1968 | Santiago Esteva                | Natació       | Mari Pau Corominas (2)      | Natació               |             |
| 22a    | 1969 | Ángel Nieto                    | Motociclisme  | Conxita Puig                | Esquí                 |             |
| 23a    | 1970 | Santiago Esteva (2)            | Natació       | Conxita Puig (2)            | Esquí                 |             |
| 24a    | 1971 | Ángel Nieto (2)                | Motociclisme  | Conxita Puig (3)            | Esquí                 |             |
| 25a    | 1972 | Francisco Fernández Ochoa      | Esquí         | Aurora Chamorro             | Natació               |             |
| 26a    | 1973 | Luis Ocaña                     | Ciclisme      | Carme Valero                | Atletisme             |             |
| 27a    | 1974 | Antonio Gorostegui             | Vela          | Ascención Villagrá          | Patinatge             |             |
| 28a    | 1975 | Manuel Orantes                 | Tennis        | Carme Valero (2)            | Atletisme             |             |
| 29a    | 1976 | Severiano Ballesteros          | Golf          | Carme Valero (3)            | Atletisme             |             |
| 30a    | 1977 | Severiano Ballesteros (2)      | Golf          | Carme Valero (4)            | Atletisme             |             |
| 31a    | 1978 | Jordi Llopart                  | Atletisme     | Susana Mendizábal           | Gimnàstica            | [ 7 ] [ 8 ] |
| 32a    | 1979 | Severiano Ballesteros (3)      | Golf          | Natàlia Mas                 | Natació               |             |
| 33a    | 1980 | Jordi Llopart (2)              | Atletisme     | Natàlia Mas (2)             | Natació               | [ 9 ]       |
| 34a    | 1981 | José Luis González             | Atletisme     | M.C. García de Cubas        | Tir                   |             |
| 35a    | 1982 | Josep Marín                    | Atletisme     | M.C. García de Cubas (2)    | Tir                   |             |
| 36a    | 1983 | Antonio Gorostegui (2)         | Vela          | Blanca Fernández Ochoa      | Esquí                 |             |
| 37a    | 1984 | José Manuel Abascal            | Atletisme     | Marta Cantón                | Gimnàstica            | [ 10 ]      |
| 38a    | 1985 | José Luis González (2)         | Atletisme     | Blanca Fernández Ochoa (2)  | Esquí                 | [ 11 ]      |
| 39a    | 1986 | Jorge Martínez, "Aspar"        | Motociclisme  | Mari Cruz Díaz              | Atletisme             |             |
| 40a    | 1987 | José Luis González (3)         | Atletisme     | Mari Cruz Díaz (2)          | Atletisme             |             |
| 41a    | 1988 | José Luis Doreste              | Vela          | Mayte Zúñiga                | Atletisme             |             |
| 42a    | 1989 | Sito Pons                      | Motociclisme  | Arantxa Sánchez Vicario     | Tennis                |             |
| 43a    | 1990 | Carlos Sainz                   | Automobilisme | Eva Rueda                   | Gimnàstica            |             |
| 44a    | 1991 | Miguel Indurain                | Ciclisme      | Sandra Myers                | Atletisme             |             |
| 45a    | 1992 | Miguel Indurain (2)            | Ciclisme      | Selecció Olímpica d'Hoquei  | Hoquei herba          |             |
| 46a    | 1993 | Sergi Bruguera                 | Tennis        | Carmen Acedo                | Gimnàstica            |             |
| 47a    | 1994 | Sergi Bruguera (2)             | Tennis        | Arantxa Sánchez Vicario (2) | Tennis                |             |
| 48a    | 1995 | Miguel Indurain (3)            | Ciclisme      | Theresa Zabell              | Vela                  |             |
| 48a    | 1995 | Miguel Indurain (3)            | Ciclisme      | Begoña Via-Dufresne         | Vela                  |             |
| 49a    | 1996 | Manel Estiarte                 | Waterpolo     | Theresa Zabell (2)          | Vela                  |             |
| 49a    | 1996 | Manel Estiarte                 | Waterpolo     | Begoña Via-Dufresne (2)     | Vela                  |             |
| 50a    | 1997 | Abel Antón                     | Atletisme     | María Peláez                | Natació               |             |
| 51a    | 1998 | Àlex Corretja                  | Tennis        | Arantxa Sánchez Vicario (3) | Tennis                |             |
| 52a    | 1999 | Àlex Crivillé                  | Motociclisme  | Niurka Montalvo             | Atletisme             |             |
| 53a    | 2000 | Àlex Corretja (2)              | Tennis        | Isabel Fernández            | Judo                  |             |
| 54a    | 2001 | Pau Gasol                      | Basquetbol    | Sheila Herrero              | Patinatge             |             |
| 55a    | 2002 | Albert Costa                   | Tennis        | Marta Domínguez             | Atletisme             | [ 12 ]      |
| 56a    | 2003 | Dani Pedrosa                   | Motociclisme  | Gemma Mengual               | Natació sincronitzada | [ 12 ]      |
| 57a    | 2004 | Gervasi Deferr                 | Gimnàstica    | Beatriu Ferrer-Salat        | Hípica                | [ 12 ]      |
| 58a    | 2005 | Fernando Alonso                | Automobilisme | Gemma Mengual (2)           | Natació sincronitzada | [ 12 ]      |
| 59a    | 2006 | Carles Puyol                   | Futbol        | Laia Sanz                   | Motociclisme          | [ 12 ]      |
| 60a    | 2007 | Rafa Nadal                     | Tennis        | Mayte Martínez              | Atletisme             | [ 12 ]      |
| 61a    | 2008 | Rafa Nadal (2)                 | Tennis        | Gemma Mengual (3)           | Natació sincronitzada | [ 12 ]      |
| 62a    | 2009 | Andrés Iniesta                 | Futbol        | Marta Domínguez (2)         | Atletisme             | [ 12 ]      |
| 63a    | 2010 | Xavi Hernàndez                 | Futbol        | Edurne Pasabán              | Alpinisme             | [ 12 ]      |
| 64a    | 2011 | Juan Carlos Navarro            | Basquetbol    | Andrea Fuentes              | Natació sincronitzada | [ 12 ]      |
| 65a    | 2012 | Andrés Iniesta (2)             | Futbol        | Mireia Belmonte             | Natació               | [ 12 ]      |
| 66a    | 2013 | Rafa Nadal (3)                 | Tennis        | Mireia Belmonte (2)         | Natació               | [ 12 ]      |
| 67a    | 2014 | Marc Màrquez                   | Motociclisme  | Mireia Belmonte (3)         | Natació               | [ 12 ]      |
| 68a    | 2015 | Andrés Iniesta (3)             | Futbol        | Laia Sanz (2)               | Motociclisme          | [ 12 ]      |
| 69a    | 2016 | Marc Màrquez (2)               | Motociclisme  | Mireia Belmonte (4)         | Natació               | [ 12 ]      |
| 70a    | 2017 | Rafa Nadal (4)                 | Tennis        | Garbiñe Muguruza            | Tennis                | [ 12 ]      |
| 71a    | 2018 | Marc Màrquez (3)               | Motociclisme  | Lidia Valentín              | Halterofília          |             |
| 72a    | 2019 | Marc Màrquez (4)               | Motociclisme  | Jennifer Hermoso            | Futbol                | [ 13 ]      |
| 73a    | 2020 | Joan Mir                       | Motociclisme  | Laia Sanz (3)               | Motociclisme          | [ 14 ]      |
| 74a    | 2021 | Saúl Craviotto                 | Piragüisme    | Alexia Putellas             | Futbol                | [ 15 ]      |
| 75a    | 2022 | Rudy Fernández                 | Basquetbol    | Alexia Putellas (2)         | Futbol                | [ 16 ]      |

## Palmarès
| Nota: Esportistes distingits amb tres o més premis |

| Premis | Esportista              | Anys                   |
| ------ | ----------------------- | ---------------------- |
| 4      | Carme Valero            | 1973, 1975, 1976, 1977 |
| 4      | Mireia Belmonte         | 2012, 2013, 2014, 2016 |
| 4      | Rafa Nadal              | 2007, 2008, 2013, 2017 |
| 4      | Marc Màrquez            | 2014, 2016, 2018, 2019 |
| 3      | Manuel Santana          | 1961, 1965, 1966       |
| 3      | Conxita Puig            | 1969, 1970, 1971       |
| 3      | Severiano Ballesteros   | 1976, 1977, 1979       |
| 3      | José Luis González      | 1981, 1985, 1987       |
| 3      | Miguel Indurain         | 1991, 1992, 1995       |
| 3      | Arantxa Sánchez Vicario | 1989, 1994, 1998       |
| 3      | Gemma Mengual           | 2003, 2005, 2008       |
| 3      | Andrés Iniesta          | 2009, 2012, 2015       |
| 3      | Laia Sanz               | 2006, 2015, 2020       |

### Distincions per territori
Actualitzat fins a l'edició de 2021.
Categoria masculina
| Distincions    | Territori         | Anys |
| -------------- | ----------------- | --- |
| 34 distincions | Catalunya         | 1948, 1949, 1950, 1952, 1956, 1957, 1958, 1960, 1962, 1968, 1970, 1975, 1978, 1980, 1982, 1989, 1993, 1994, 1996, 1998, 1999, 2000, 2001, 2002, 2003, 2004, 2006, 2010, 2011, 2014, 2016, 2018, 2019, 2021 |
| 9 distincions  | Castella-La Manxa | 1954, 1959, 1973, 1981, 1985, 1987, 2009, 2012, 2015 |
| 8 distincions  | Illes Balears     | 1955, 1964, 2007, 2008, 2013, 2017, 2020, 2022 |
| 6 distincions  | Madrid            | 1953, 1961, 1965, 1966, 1972, 1990 |
| 6 distincions  | Cantàbria         | 1974, 1976, 1977, 1979, 1983, 1984 |
| 3 distincions  | Castella i Lleó   | 1969, 1971, 1997 |
| 3 distincions  | Navarra           | 1991, 1992, 1995 |
| 2 distincions  | País Valencià     | 1951, 1986 |
| 1 distinció    | País Basc         | 1963 |
| 1 distinció    | Andalusia         | 1967 |
| 1 distinció    | Canàries          | 1988 |
| 1 distinció    | Astúries          | 2005 |

Categoria femenina
| Distincions    | Territori       | Anys |
| -------------- | --------------- | --- |
| 41 distincions | Catalunya       | 1962, 1963, 1964, 1965, 1966, 1967, 1968, 1969, 1970, 1971, 1972, 1973, 1975, 1976, 1977, 1979, 1980, 1984, 1986, 1987, 1989, 1993, 1994, 1995, 1996, 1998, 2003, 2004, 2005, 2006, 2008, 2011, 2012, 2013, 2014, 2015, 2016, 2017, 2020, 2021, 2022 |
| 5 distincions  | Andalusia       | 1981, 1982, 1995, 1996, 1997 |
| 4 distincions  | Castella i Lleó | 2002, 2007, 2009, 2018 |
| 4 distincions  | Madrid          | 1983, 1985, 1990, 2019 |
| 2 distincions  | Aragó           | 1978, 2001 |
| 1 distinció    | Cantàbria       | 1974 |
| 1 distinció    | País Basc       | 1988 |
| 1 distinció    | Estats Units    | 1991 |
| 1 distinció    | Espanya         | 1992 |
| 1 distinció    | Cuba            | 1999 |
| 1 distinció    | País Valencià   | 2000 |
| 1 distinció    | País Basc       | 2010 |